# Grand Prix Nizozemska 1980
Grand Prix Nizozemska 1980 (oficiálně XXVII Grote Prijs van Nederland) se jela na okruhu Circuit Zandvoort v Zandvoortu v Nizozemsku dne 31. srpna 1980. Závod byl jedenáctým v pořadí v sezóně 1980 šampionátu Formule 1.

## Kvalifikace
| Poř.   | No. | Jezdec                | Konstruktér     | Čas     | Ztráta |
| ------ | --- | --------------------- | --------------- | ------- | ------ |
| 1      | 16  | René Arnoux           | Renault         | 1:17.44 | —      |
| 2      | 15  | Jean-Pierre Jabouille | Renault         | 1:17.74 | + 0.30 |
| 3      | 28  | Carlos Reutemann      | Williams-Ford   | 1:17.81 | + 0.37 |
| 4      | 27  | Alan Jones            | Williams-Ford   | 1:17.82 | + 0.38 |
| 5      | 5   | Nelson Piquet         | Brabham-Ford    | 1:17.85 | + 0.41 |
| 6      | 26  | Jacques Laffite       | Ligier-Ford     | 1:18.15 | + 0.71 |
| 7      | 2   | Gilles Villeneuve     | Ferrari         | 1:18.40 | + 0.96 |
| 8      | 23  | Bruno Giacomelli      | Alfa Romeo      | 1:18.52 | + 1.08 |
| 9      | 7   | John Watson           | McLaren-Ford    | 1:18.53 | + 1.09 |
| 10     | 11  | Mario Andretti        | Lotus-Ford      | 1:18.60 | + 1.16 |
| 11     | 12  | Elio de Angelis       | Lotus-Ford      | 1:18.74 | + 1.30 |
| 12     | 1   | Jody Scheckter        | Ferrari         | 1:18.87 | + 1.43 |
| 13     | 6   | Héctor Rebaque        | Brabham-Ford    | 1:18.89 | + 1.45 |
| 14     | 29  | Riccardo Patrese      | Arrows-Ford     | 1:18.90 | + 1.46 |
| 15     | 25  | Didier Pironi         | Ligier-Ford     | 1:18.94 | + 1.50 |
| 16     | 43  | Nigel Mansell         | Lotus-Ford      | 1:18.97 | + 1.53 |
| 17     | 3   | Jean-Pierre Jarier    | Tyrrell-Ford    | 1:18.98 | + 1.54 |
| 18     | 8   | Alain Prost           | McLaren-Ford    | 1:19.07 | + 1.63 |
| 19     | 31  | Eddie Cheever         | Osella-Ford     | 1:19.38 | + 1.94 |
| 20     | 9   | Marc Surer            | ATS-Ford        | 1:19.44 | + 2.00 |
| 21     | 20  | Emerson Fittipaldi    | Fittipaldi-Ford | 1:19.57 | + 2.13 |
| 22     | 22  | Vittorio Brambilla    | Alfa Romeo      | 1:19.60 | + 2.16 |
| 23     | 4   | Derek Daly            | Tyrrell-Ford    | 1:19.68 | + 2.24 |
| 24     | 41  | Geoff Lees            | Ensign-Ford     | 1:19.72 | + 2.28 |
| 25     | 50  | Rupert Keegan         | RAM-Ford        | 1:19.96 | + 2.52 |
| 26     | 14  | Jan Lammers           | Ensign-Ford     | 1:20.11 | + 2.67 |
| 27     | 30  | Mike Thackwell        | Arrows-Ford     | 1:20.22 | + 2.78 |
| 28     | 21  | Keke Rosberg          | Fittipaldi-Ford | 1:20.33 | + 2.89 |
| Zdroj: |     |                       |                 |         |        |

## Závod
| Poř.   | No. | Jezdec                | Konstruktér     | Počet kol | Čas/Odstoupení    | Pořadí na startu | Body |
| ------ | --- | --------------------- | --------------- | --------- | ----------------- | ---------------- | ---- |
| 1      | 5   | Nelson Piquet         | Brabham-Ford    | 72        | 1:38:13.83        | 5                | 9    |
| 2      | 16  | René Arnoux           | Renault         | 72        | +12.93            | 1                | 6    |
| 3      | 26  | Jacques Laffite       | Ligier-Ford     | 72        | +13.43            | 6                | 4    |
| 4      | 28  | Carlos Reutemann      | Williams-Ford   | 72        | +15.29            | 3                | 3    |
| 5      | 3   | Jean-Pierre Jarier    | Tyrrell-Ford    | 72        | +1:00.02          | 17               | 2    |
| 6      | 8   | Alain Prost           | McLaren-Ford    | 72        | +1:22.62          | 18               | 1    |
| 7      | 2   | Gilles Villeneuve     | Ferrari         | 71        | +1 kolo           | 7                |      |
| 8      | 11  | Mario Andretti        | Lotus-Ford      | 70        | Nedostatek paliva | 10               |      |
| 9      | 1   | Jody Scheckter        | Ferrari         | 70        | +2 kola           | 12               |      |
| 10     | 9   | Marc Surer            | ATS-Ford        | 69        | +3 kola           | 20               |      |
| 11     | 27  | Alan Jones            | Williams-Ford   | 69        | +3 kola           | 4                |      |
| Ret    | 4   | Derek Daly            | Tyrrell-Ford    | 60        | Brzdy             | 23               |      |
| Ret    | 23  | Bruno Giacomelli      | Alfa Romeo      | 58        | Nehoda            | 8                |      |
| Ret    | 31  | Eddie Cheever         | Osella-Ford     | 38        | Motor             | 19               |      |
| Ret    | 29  | Riccardo Patrese      | Arrows-Ford     | 29        | Motor             | 14               |      |
| Ret    | 15  | Jean-Pierre Jabouille | Renault         | 23        | Zacházení         | 2                |      |
| Ret    | 22  | Vittorio Brambilla    | Alfa Romeo      | 21        | Nehoda            | 22               |      |
| Ret    | 41  | Geoff Lees            | Ensign-Ford     | 21        | Nehoda            | 24               |      |
| Ret    | 7   | John Watson           | McLaren-Ford    | 18        | Motor             | 9                |      |
| Ret    | 20  | Emerson Fittipaldi    | Fittipaldi-Ford | 16        | Brzdy             | 21               |      |
| Ret    | 43  | Nigel Mansell         | Lotus-Ford      | 15        | Brzdy             | 16               |      |
| Ret    | 12  | Elio de Angelis       | Lotus-Ford      | 2         | Nehoda            | 11               |      |
| Ret    | 25  | Didier Pironi         | Ligier-Ford     | 2         | Nehoda            | 15               |      |
| Ret    | 6   | Héctor Rebaque        | Brabham-Ford    | 1         | Převodovka        | 13               |      |
| DNQ    | 50  | Rupert Keegan         | Williams-Ford   |           |                   |                  |      |
| DNQ    | 14  | Jan Lammers           | Ensign-Ford     |           |                   |                  |      |
| DNQ    | 30  | Mike Thackwell        | Arrows-Ford     |           |                   |                  |      |
| DNQ    | 21  | Keke Rosberg          | Fittipaldi-Ford |           |                   |                  |      |
| WD     | 30  | Jochen Mass           | Arrows-Ford     |           | Zranění           |                  |      |
| Zdroj: |     |                       |                 |           |                   |                  |      |

## Průběžné pořadí po závodě
Pohár jezdců
| Pořadí | Jezdec           | Body |
| ------ | ---------------- | ---- |
| 1      | Alan Jones       | 47   |
| 2      | Nelson Piquet    | 45   |
| 3      | Carlos Reutemann | 33   |
| 4      | Jacques Laffite  | 32   |
| 5      | René Arnoux      | 29   |
| Zdroj: |                  |      |

Pohár konstruktérů
| Pořadí | Konstruktér   | Body |
| ------ | ------------- | ---- |
| 1      | Williams-Ford | 80   |
| 2      | Ligier-Ford   | 55   |
| 3      | Brabham-Ford  | 45   |
| 4      | Renault       | 38   |
| 5      | Tyrrell-Ford  | 12   |
| Zdroj: |               |      |